# Катастрофа MD-11 в Токио
Катастрофа MD-11 в Токио — авиационная катастрофа, произошедшая в понедельник 23 марта 2009 года. Грузовой самолёт McDonnell Douglas MD-11F авиакомпании FedEx выполнял регулярный рейс FDX80 по маршруту Гуанчжоу—Токио, но при выполнении посадки в аэропорту Токио два раза отскочил от взлётной полосы, после чего левая плоскость крыла врезалась в землю и разрушилась; загоревшись и опрокинувшись влево, самолёт перевернулся и полностью разрушился. Находившиеся на его борту оба пилота погибли.

## Самолёт

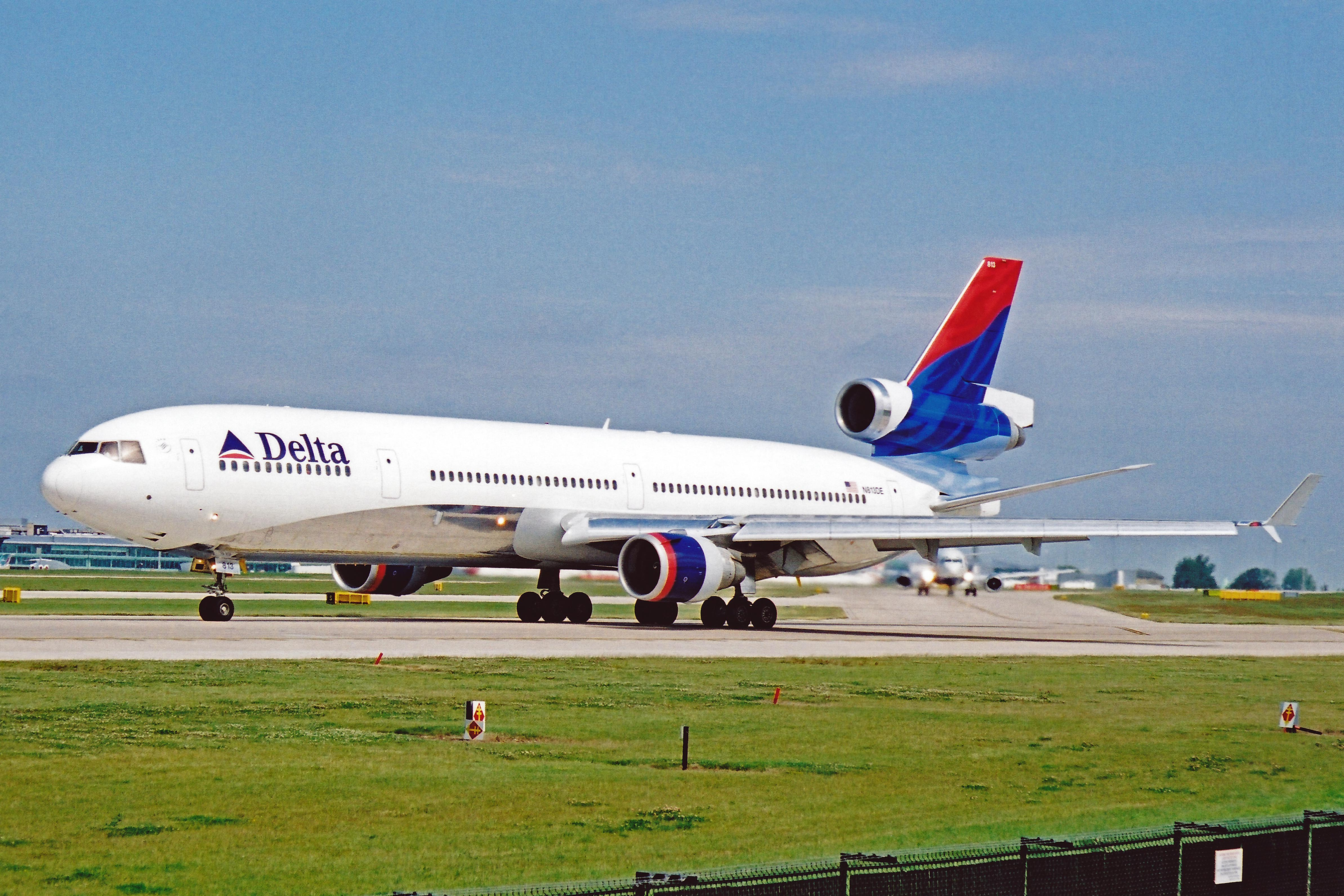
Разбившийся самолёт в 2002 году (в период эксплуатации в Delta Air Lines)

McDonnell Douglas MD-11 (регистрационный номер N526FE, заводской 48600, серийный 560) был выпущен фирмой «McDonnell Douglas» в декабре 1993 года. Оснащён тремя двухконтурными турбовентиляторными двигателями Pratt & Whitney PW4462. На период испытаний авиалайнер получил бортовой номер N90178, который носил 2,5 года, пока 1 мая 1996 года не был перерегистрирован, в результате чего б/н сменился на N9017S. 15 октября 1996 года самолёт в конфигурации C50Y219 (пассажировместимость 219 мест) был продан авиакомпании Delta Air Lines (борт N813DE). В 2004 году борт N813DE был поставлен на хранение в аэропорту Феникс-Гудиер (Аризона), так как Delta Air Lines начала выводить MD-11 из своего авиапарка и заменять их на Boeing 767 и Boeing 777, которые были более эффективными на дальних маршрутах. 15 октября 2004 года лайнер был куплен грузовой авиакомпанией Federal Express (FedEx) и 21 октября его бортовой номер сменился на N526FE (лётный номер — 526). С 10 по 25 июля 2006 года был проведён крупный ремонт, в результате которого борт N526FE был переделан из пассажирского в грузовой (MD-11F).
Лайнер обслуживался в соответствии с техническими нормативами Федерального управления гражданской авиации. Последнее обслуживание по форме «C» (каждые 6000 лётных часов или 18 месяцев) проводилось 9 ноября 2007 года при наработке 40262 часа, а следующее было намечено на 7 мая 2009 года. За последние 30 дней проводился только один ремонт — временную заделку алюминиевым расплавом отверстия диаметром в четверть дюйма в левой внутренней части предкрылка №1. Постоянный ремонт был намечен на 10 апреля, когда предстояло обслуживание по форме «B». На 21 марта 2009 года налетал 40 760 часов. На день катастрофы совершил 7131 цикл «взлёт-посадка» и налетал 40 767 часов.
| № | Серийный номер | Дата выпуска      | Общая наработка           |
| - | -------------- | ----------------- | ------------------------- |
| 1 | P723953        | декабрь 1992 года | 51 219 часов, 7046 циклов |
| 2 | P723836        | ноябрь 1990 года  | 53 828 часов, 8073 цикла  |
| 3 | P723955        | декабрь 1992 года | 35 165 часов, 5696 циклов |

Из инцидентов и происшествий с бортом N526FE можно отметить случай 19 мая 1999 года, ещё в период эксплуатации в Delta Air Lines. Самолёт, завершая перегоночный рейс (без пассажиров), выполнял посадку в аэропорту Кембриджа (Великобритания). Основные стойки шасси уже коснулись полосы, а нос начал постепенно опускаться, когда неожиданно нос самопроизвольно начал подниматься. КВС не был точно уверен, приземлился ли самолёт (в противном случае оставшегося запаса длины ВПП могло не хватить), и поэтому экипаж прервал посадку и ушёл на второй круг. В ходе данного манёвра авиалайнер ударился хвостом о покрытие ВПП, поэтому в дальнейшем был проведён капитальный ремонт фюзеляжа от секции 1862 до секции 2047. По данному ремонту не было никаких замечаний.
По расчётам, в момент катастрофы в баках самолёта оставалось ещё 28 м³ авиатоплива, а общий вес лайнера составлял 183 759 килограммов при центровке около 30,9% САХ. Максимальный посадочный вес самолёта был установлен равным 218 404 килограмма, а центровка допускалась от 12,6 до 34,0% САХ, исходя из чего видно, что в момент катастрофы вес и центровка борта N526FE не выходили за допустимые пределы.

## Экипаж
Экипаж рейса FDX80 состоял из двух пилотов:
- Командир воздушного судна (КВС) — 54-летний Кевин К. Мосли (англ. Kevin K. Mosley). Житель Хилсборо (Орегон). Сертификат пилота гражданской авиации получил 4 апреля 1989 года, на MD-11 был квалифицирован 4 июня 2000 года. В августе 2008 года начал жаловаться на боли в крестце, поэтому с октября 2008 года по 2 февраля 2009 года находился на больничном, полностью восстановившись. Принимал лекарства для профилактики уровня холестерина и гиперлипидемии, применяемые препараты были разрешены авиационной медэкспертизой. По официальным документам налетал 8132 часа (по сообщениям FedEx — 12 800 часов), 3648 часов 11 минут из них на MD-11, включая 52 часа 26 минут за последние 30 дней.
- Второй пилот — 49-летний Энтони С. Пино (англ. Anthony S. Pino). Житель Сан-Антонио (Техас). Сертификат пилота гражданской авиации получил 21 июня 1995 года, на MD-11 был квалифицирован 10 октября 2006 года. Проходил лечение от гиперлипидемии, применяемые препараты были разрешены авиационной медэкспертизой. По официальным документам налетал 5248 часов (по сообщениям FedEx — 6300 часов), 879 часов 13 минут из них на MD-11, включая 28 часов 47 минут за последние 30 дней.

## Катастрофа
McDonnell Douglas MD-11F борт N526FE выполнял регулярный грузовой рейс FDX80 из Гуанчжоу (аэропорт Гуанчжоу-Байюнь) в Токио (аэропорт Нарита). Расчётная продолжительность полёта составляла 3 часа 26 минут, но авиатоплива залили на 6 часов 3 минуты полёта. Запасным аэропортом был Кансай.
Примерно в 03:15 рейс 080 отошёл от перрона и вскоре вылетел из Гуанчжоу, а после набора высоты занял эшелон FL290 (8850 метров). Полёт до Нариты и снижение прошли без отклонений.
В 06:41:35 самолёт летел с включённым автопилотом на высоте 300 метров, когда экипаж связался с диспетчерским центром аэропорта Нарита (Нарита-башня) и сообщил, что находится в 24 километрах от взлётной полосы №34L. В 06:41:39 диспетчер передал, что рейс 080 второй в очереди на посадку, сообщил о сильном поверхностном ветре со скоростью 51 км/ч (в порывах до 74 км/ч) при курсе 320°, а также дал разрешение продолжать заход. Пилоты тогда начали зачитывать контрольную карту перед посадкой, при этом посадочная скорость (Vapp) была определена как 303 км/ч (Vref+10). В 06:42:40 экипаж вслух подтвердил установку тормозов на средний уровень и что горят все четыре зелёных индикатора шасси. В 06:43:57 диспетчер на Нарита-башня сообщил о сдвиге ветра, который на глиссаде и у ВПП №34L на высоте менее 609 метров составлял ±27 км/ч, а также предупредил о поверхностном ветре — 320° 42 км/ч (от 74 до 51 км/ч). На это между собой пилоты решили, что ситуация не столь уж и плоха, а в 06:44:50 КВС велел второму пилоту проверить в руководстве информацию по действиям при сдвиге ветра. В 06:45:16 диспетчер передал, что скорость поверхностного ветра составляет 48 км/ч (от 70 до 29 км/ч). В 06:45:32 в ходе чтения контрольной карты передал командиру, чтобы тот установил закрылки на 35°, что и было выполнено, а в 06:45:45 командир сказал, что контрольная карта перед посадкой выполнена.
В 06:46:29 диспетчер связался с рейсом NCA037 (Boeing 747 авиакомпании Nippon Cargo Airlines), который приземлился перед FDX80, и спросил, каковы были условия при посадке. В ответ с рейса 037 сообщили, что на высоте ниже 1000 футов наблюдалась сильная турбулентность, а колебания ветра составляли ±27 км/ч. Тогда в 06:46:29 диспетчер дал рейсу 080 разрешение на посадку, предупредив о поверхностном ветре 320° 53 км/ч (от 66 до 31 км/ч), настройка высотомера 29.56. В 06:46:49 с самолёта подтвердили получение разрешения на посадку и настройки высотомера. На высоте 304 метра (по радиовысотомеру) автопилот был отключён. В процессе снижения по курсу 330° угол тангажа колебался от −2° до +4°, скорость — от 281 до 333 км/ч, режим двигателей — от 1,0 до 1,25, а крен — ±5°. В 06:46:53 речевой информатор предупредил о снижении под высоту 304 метра, а в 06:47:40 — под 152 метра. Через пару секунд КВС подтвердил выполнение посадки на полосу №34L. Самолёт в этот момент следовал по курсу 331° со скоростью 308 км/ч. 06:48:11 раздался сигнал предупреждения о высоте 30 метров, радиовысотомер показывал при этом высоту 28 метров. Скорость в этот момент составляла 285 км/ч, а курс — 331°. В 06:48:15 при скорости 298 км/ч и курсе 332° была пройдена высота 15 метров, а в 06:48:17 высота уже составляла 9 метров.
В 06:48:20, следуя со скоростью 308 км/ч по курсу 333°, авиалайнер правой стойкой основного шасси с вертикальной перегрузкой 1,63G коснулся ВПП №34L в 60 метрах от начального торца. Едва коснувшись полосы, самолёт вновь слегка поднялся в воздух, а в 06:48:22 на скорости 298 км/ч и с перегрузкой 2,21G вновь приземлился на бетон. При втором касании речевой самописец также зафиксировал звук громкого хлопка. Пилоты попытались опустить нос, но тот за секунду достиг угла 6,7°, при этом лайнер вновь поднялся в воздух, уже на 5,5 метров. Затем в 06:48:27 с трёхкратной перегрузкой самолёт уже в третий раз опустился на ВПП. Раздался хлопок, даже более громкий, чем при втором касании. Передняя и левая стойки шасси коснулись полосы почти одновременно, при этом левая плоскость крыла очень низко опустилась. Затем бетона коснулась и правая стойка, при этом лайнер слегка завалился вправо. Однако затем самолёт начал заваливаться уже влево, а в 06:48:29 из-под левого двигателя появился огонь. Левая плоскость крыла оторвалась, но так как правая плоскость крыла ещё была цела и создавала подъёмную силу, то возник разворачивающий момент. Вращаясь влево вокруг продольной оси, рейс FDX80 вылетел с ВПП влево на траву и перевернулся. Возникший пожар быстро усилился из-за ветра и почти полностью уничтожил самолёт. Оба пилота погибли (КВС от телесных травм, второй пилот от ожогов).

## Расследование
Расследование причин катастрофы рейса FDX80 проводил Японский совет по безопасности на транспорте (JTSB).
Окончательный отчёт расследования был опубликован 26 апреля 2013 года.
Согласно отчёту, есть вероятность, что при посадке самолёт подвергся воздействию эффекта влияния земли, что привело к трёхкратному прогрессирующему козлению, из-за чего левая плоскость крыла начала опускаться с большей скоростью. Когда левая стойка шасси коснулась бетона, то она также ударилась в крыло перегрузкой выше допустимого, из-за чего левая плоскость подломилась. Самолёт начал заваливаться влево, а вытекшее из разорванных баков авиатопливо воспламенилось, вызвав пожар. Это могло произойти из-за ошибочных действий экипажа, который при первом касании ВПП начал быстро опускать нос вниз, даже после отскока, поэтому второе касание ВПП произошло фактически с отрицательным углом тангажа, то есть сперва на носовое шасси, а затем только основное.
Пытаясь исправить отрицательный тангаж, пилоты привели к тому, что возникла реакция, быстро поднявшая нос, что и привело ко второму отскоку. Также второй отскок вызвал и большой угол выпуска закрылков, так как командир пытался выполнить посадку только на двух двигателях, не применяя тягу среднего двигателя. Способствовали катастрофе такие факторы, как сильная турбулентность, из-за чего снижение производилось с высокой вертикальной скоростью, недостаточный объём проводимых с пилотами инструктажей по выполнению посадки в таких условиях, а также что на столь большом самолёте экипаж, ориентируясь только по показаниям высотомеров, в кабине пилотов и величине тангажа не мог точно определить, на какой же на самом деле высоте от земли находятся основные стойки шасси.

## Культурные аспекты
Катастрофа рейса 080 FedEx показана в 14 сезоне канадского документального телесериала Расследования авиакатастроф в серии Смерть в Нарите.

### Комментарии
1. ↑  Здесь и далее указано Японское стандартное время — JST